# Ferit bej Vokopola
Ferit bej Vokopola (ur. 18 sierpnia 1887 w Vokopoli, zm. 28 czerwca 1969 w Durrës) – albański pisarz, poeta, tłumacz i iranista. Był zaangażowany politycznie w sprawy Albanii; w 1912 roku podpisał Albańską Deklarację Niepodległości, a w latach 1927–1928 był ministrem rolnictwa Albanii oraz ministrem robót publicznych w 1927 roku.
W 1925 roku był zaangażowany w organizację Narodowego Kina w Tiranie – pierwszego albańskiego kina.

## Życiorys
W 1901 roku wyjechał do Stambułu, gdzie kontynuował naukę i po ukończeniu studiów prawniczych i ekonomicznych Uniwersytecie Stambulskim, w 1907 roku wrócił na teren Albanii, do miasta Berat. Tłumaczył tam oraz różne traktaty filozoficzne i rozpowszechniał je na terenie Albanii, angażował się również w szerzenie idei autonomii wśród Albańczyków. Działalność Vokopoli przykuła uwagę tureckich władz, więc przenosił się do innych albańskich miast, jak Fier, Lushnja i Wlora.

### Działalność polityczna
W 1910 roku został mianowany sekretarzem naczelnym państwowego urzędu majątkowego w Fierze.
W 1912 roku walczył z osmańską administracją oraz wezwał Albańczyków zamieszkujących Kosowo do wspierania autonomicznych ruchów w tym regionie. Podpisał również Albańską Deklarację Niepodległości.
W latach 1913–1914 pełnił funkcję sekretarza generalnego albańskiego Ministerstwa Finansów. Podczas I wojny światowej kontynuował swoją działalność polityczną, podczas władzy Wilhelma zu Wieda w 1914 roku pełnił tę samą funkcję w Ministerstwie Przemysłu i Górnictwa Albanii oraz pracował w Ministerstwie Rolnictwa; wówczas również tłumaczył Koran oraz opracował kryteria jego tłumaczenia i komentowania. W latach 1914–1916 był sekretarzem generalnym albańskiego Ministerstwa Robót Publicznych.
W 1920 roku uczestniczył w kongresie w Lushnji. W latach 1924–1939 był posłem do albańskiego parlamentu, a od 24 października 1927 do 10 maja 1928 był ministrem rolnictwa Albanii; równocześnie był ministrem robót publicznych od 24 października do 16 listopada 1927.
Popierał władzę Ahmeda Zogu; pełnił rolę jego doradcy.

### Działalność w latach 1939–1944
16 kwietnia 1939 roku uczestniczył w uroczystości przekazania albańskiej korony włoskiemu królowi Wiktorowi Emanuelowi III.
Po inwazji Włoch na Albanię Vokopola zrezygnował z życia politycznego, poświęcił się za to działalności religijnej; jeszcze w 1936 roku założył w Tiranie islamską organizację Drita Hyjnore, która regularnie od lipca 1942 do czerwca 1944 publikowała miesięcznik Njeriu.

### Działalność po 1944
Po II wojnie światowej Vokopola był tymczasowo więziony przez reżim komunistyczny i kilkukrotnie przesłuchiwany w sprawie jego powiązań z Ahmedem Zogu. Po uwolnieniu zgłosił się do Instytutu Historycznego jako orientalista, gdzie pracował jako tłumacz osmańskich dokumentów.

## Publikacje
- Fluturimet e shpirtit[2][3]
- Gjëmimi i Tomorrit[2][3]
- Perëndimi i Shejh Shaban Tixhanisë[2]
- Symbyllazi me ëndërrime[2][3]

## Życie prywatne
Był synem Mustafy Vokopoli, osmańskiego urzędnika i następnie burmistrza Wlory.